# Honfoglalás Kori Látogatóközpont (Karos)
A Honfoglalás Kori Látogatóközpont Magyarország észak-keleti részében, a bodrogközi Karoson található interaktív kiállítótér, ahol 21. századi eszközökkel mutatják be a magyarok őstörténetét és kultúráját, a honfoglalástól a kései reneszánszig.

## Története
Karos a magyarság legősibb szállásterületei közé tartozik. A község határában az 1980-as évek 
második felében a Kárpát-medence legjelentősebb vezérsírjait és honfoglalás kori temetőit tárták fel. A karosi temetőcsoport középső dombján került elő Eperjesszög II. számú temetőhalma, 
ahol az országban egyedülállóan, Honfoglalás kori Régészeti Parkot alakítottak ki.
Itt kerültek napvilágra az ország leggazdagabb 10. századi régészeti leletei, amelyek
nemzetközi szinten is komoly hírnévre tettek szert és valószínűleg ennek köszönhető, 
hogy ez a település adott otthont az ország egyetlen honfoglalás kori látogatóközpontjának. 
Az ország egyik leghátrányosabb helyzetű járásaként besorolt Bodrogközben, 
három szomszédos település: Karos, Karcsa és Pácin, a miskolci Herman Ottó Múzeum szakembereivel összefogva nagyszabású turisztikai fejlesztést valósított meg mintegy 400 millió forintból.

## A látogatóközpont épülete
A Kulturális Örökség Napjai keretében: 2012. szeptember 16-án Karos belterületén adták át, az egykor élt ősöknek már formavilágával is emléket állító látogatóközpont épületét, amely a szlovák-magyar határ mentén Sárospataktól mindössze 15 kilométerre fekszik. 
A kiállítóteremnek helyet adó épület tetőzetének vonala, a honfoglaló magyarok által használt visszacsapó íj formáját jeleníti meg, közepén a nyíltartó tegezzel. A központi épület egy nagy jurtát szimbolizál, a tetején egy jelképes „lyuk” képezi a jurta szellőzőjét, 
Az épület teraszáról a Zempléni-hegység és az alatta elterülő táj panorámája tárul a látogatók elé.

## A látogatóközpont szolgáltatásai

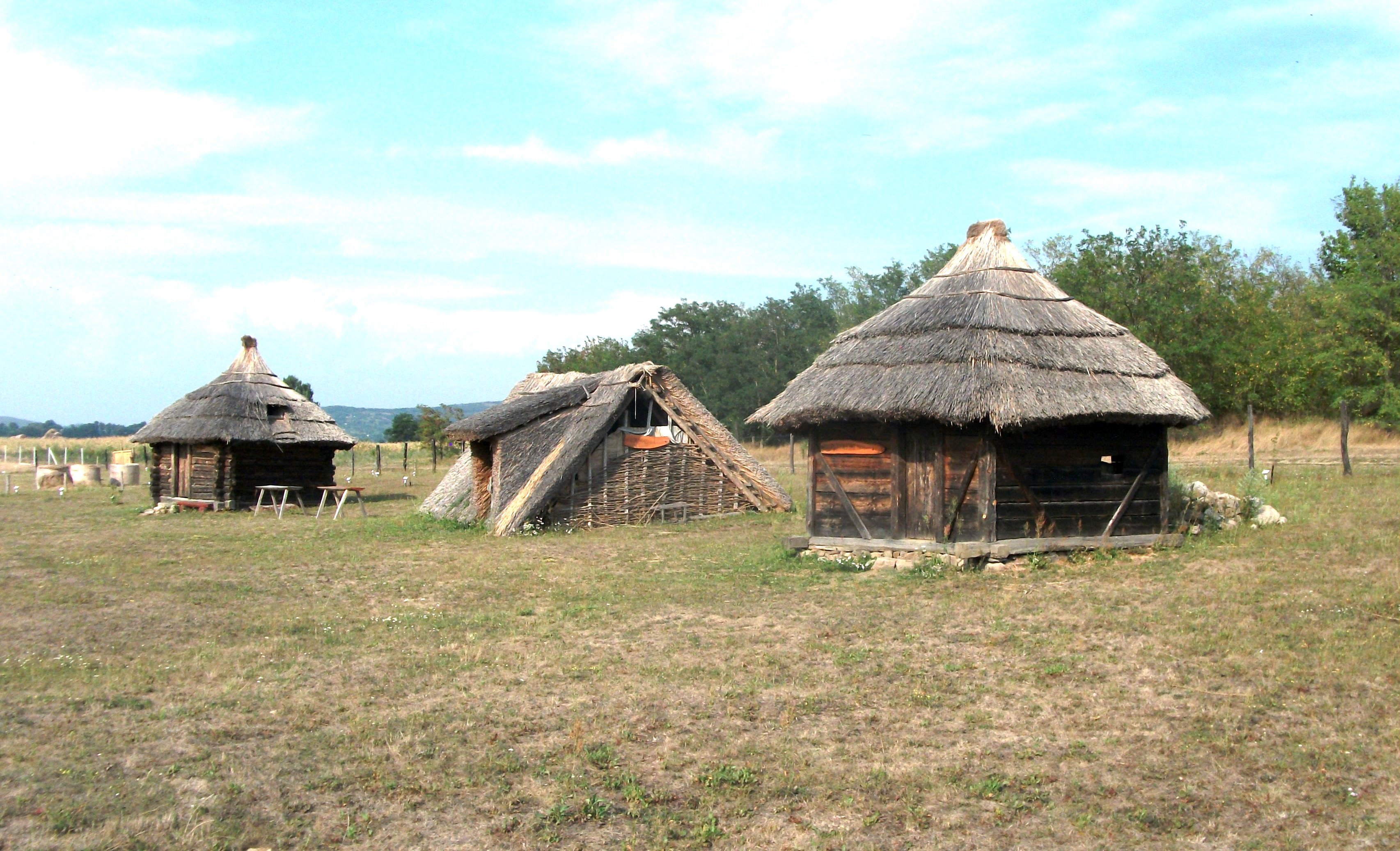
Árpád-kori épület rekonstrukciók

A két szintes kiállítótérben, a honfoglaló magyarok 9-10. századi korszakát mutatják be a félnomád életmódjuktól, a Kelet-európai sztyeppék és a Vereckei-hágón való átkelésen át, egészen az államalapításig.
Mindezt egy akkor élt előkelő fejedelem életútján keresztül elevenítik fel, aki még az Etelközben született, fiatal felnőttként átélte és végigharcolta a Kárpát-medencébe való
érkezést, majd a nyugati kalandozásokat, végül pedig a Bodrogközben telepedett le, itt halt meg és 
a karosi temetőben temették el. Az emeleti térben egy 14 perces panoptikumos történetet lehet megnézni és meghallgatni. A tárlaton többek között a karosi temetőben megtalált leletek rekonstrukcióit is meg lehet tekinteni. Ezen kívűl interaktív eszközök, makettek, érintőképernyős alkalmazások, animációk, filmek és audiovizuális tartalmak segítségével mutatják be a honfoglalás korszakát.

### Kültéri látnivalók és programok

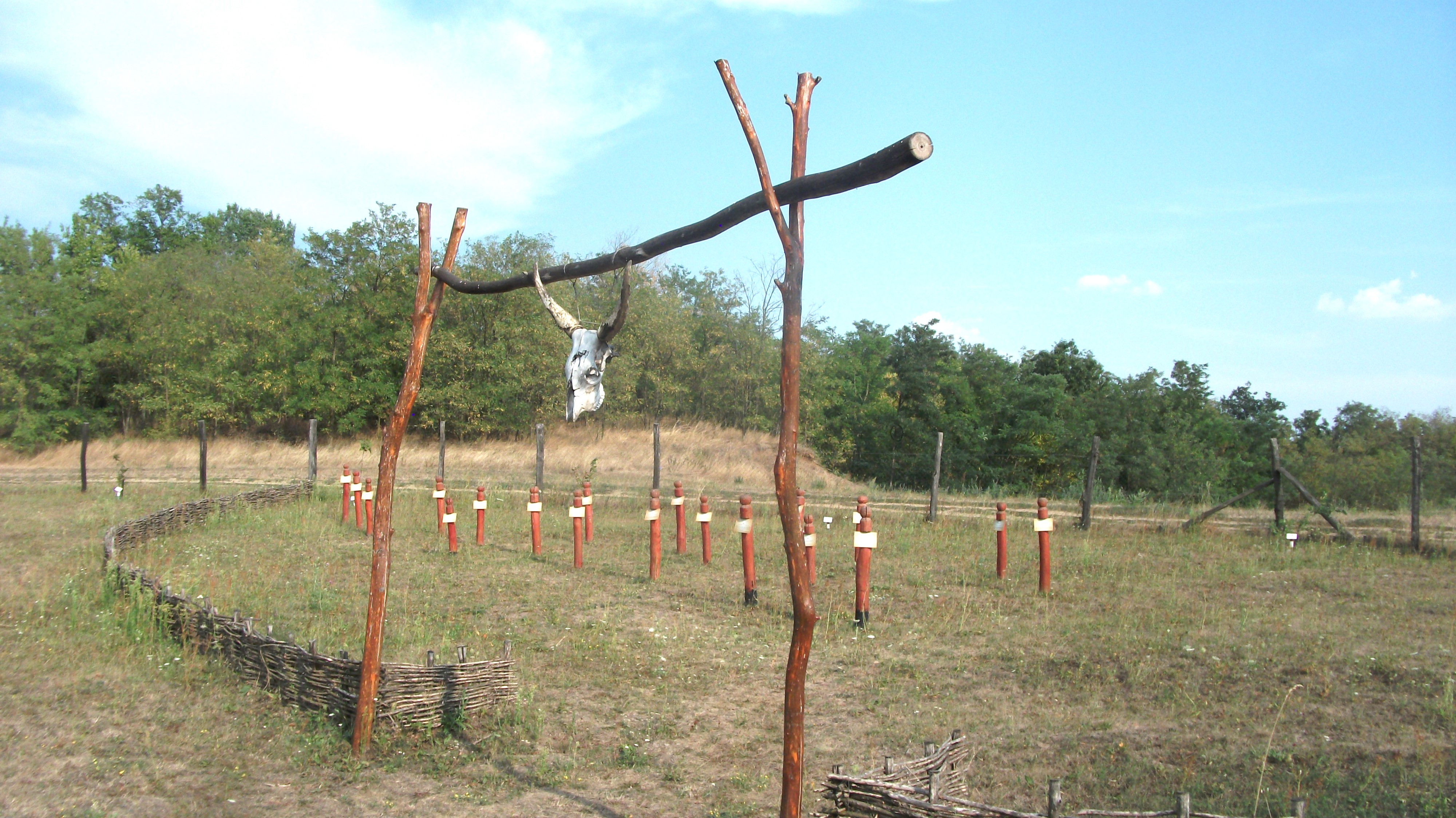
Temető rekonstrukció a látogatóközpont udvarán (2015)

A szabadtérben jurta kiállítás, különböző korabeli építmények és egy kisebb temető rekonstrukciói láthatók. Ezenkívül időlegesen számos különféle programokat tartanak a látogatóközpont körül,  
például íjász és lovasíjász versenyeket, nyári napfordulós szertűz gyújtásokat, előadásokat, a honfoglaló őseink mindennapjait és harcmodorukat idéző bemutatókat tartanak.

## Kapcsolódó szócikk
- Honfoglalás kori Régészeti Park